# Dirck Helmbreker

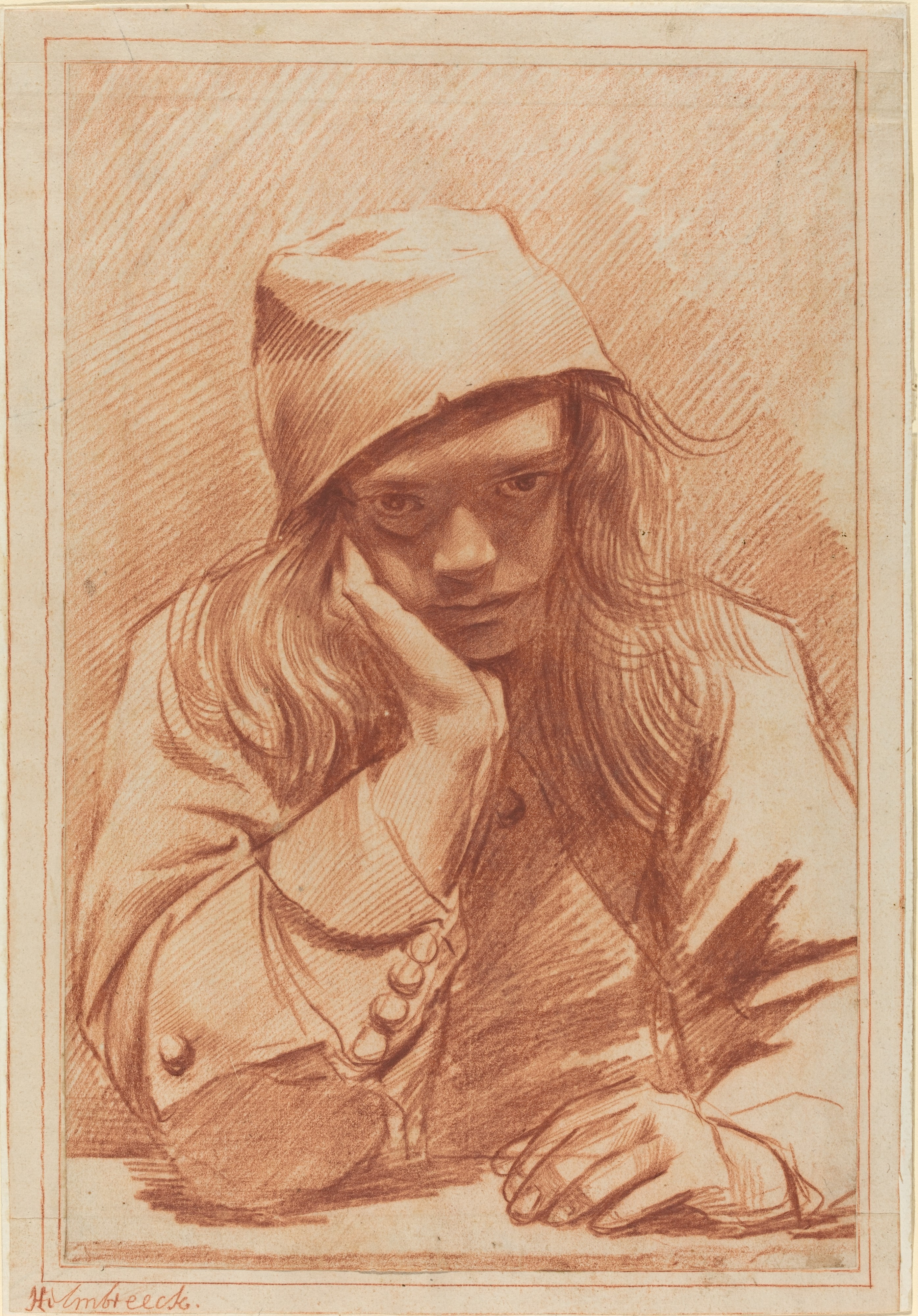
Dirck Helmbreker

Dirck Helmbreker (* 1624 in Haarlem; † 1683 oder 1694 in Rom) war ein niederländischer Maler.
Dirck Helmbreker reiste über Paris und Lyon nach Rom. Er freundete sich bei seinem Frankreichaufenthalt mit Frederik de Moucheron an. Filippo Baldinucci berichtet, dass Helmbreker in Paris so begeisterte Käufer für seine Bilder fand, dass er sie noch aus Rom beliefern musste.